# Låglandsvisent
Låglandsvisent, Bison bonasus bonasus, är den idag enda kvarvarande underarten av arten visent, Bison bonasus.
Tidigare fanns också underarterna karpatisk visent och bergsvisent, vilka dog ut 1852 respektive 1927. Gener från bergsvisenten finns genom tjuren Kaukadus i en av de två i Visentstamboken erkända avelslinjerna för låglandsvisenter, nämligen Låglands-Kaukasuslinjen.
Låglandsvisent avlas, förutom enligt Låglands-Kaukasuslinjen, också enligt den "renrasiga˚ Låglandslinjen. 
Det finns idag, efter närmare ett hundra års systematisk avel, ungefär lika många låglandsvisenter enligt båda avelslinjerna, varav flertalet i frihet eller halvfrihet i ett tiotal länder, dock ej i Sverige. 
Sedan 1920-talet har en systematisk visentavel bedrivits för att hindra arten visent från utrotning och att återföra djur i frihet. Låglandsvisenterna är förtecknade i Visentstamboken, vars första utgåva kom 1932.